# 日本統治時代の朝鮮半島における死刑
日本統治時代の朝鮮半島における死刑においては、朝鮮半島を日本が統治していた時代の死刑制度について述べる。

## 概略
1910年から1945年までの朝鮮半島併合期、朝鮮及び清国の間島においては裁判所構成法や弁護士法は施行されず、間島の朝鮮人については1909年の日清協約により、いったんは清国の法律に従い、訴訟事件では日本側領事館員の立会いや覆審請求権が認められるとされたものの（第4条）、1911年には、死刑を含め1年以上の懲役または禁錮にかかる罪は、日本帝国領事官の予審を経て朝鮮総督府裁判所が裁判を行うとする規定が置かれ、大日本帝国は裁判管轄を拡大した。なお、清国は、1911年に初めて設置された内閣の構成員半数が皇族を含む満州人だったことから、孫文などの漢人が辛亥革命を起こし、皇帝溥儀が退位して滅亡し、1912年に中華民国が誕生している。
1928年5月18日から1945年の間で治安維持法（殺人や現住建造物放火等との併合罪により執行された者を含む。）により死刑執行された者が50人余りいる。その内、第5次間島共産党暴動により、18名が死刑執行されている。
それ以外の殆どが殺人や強盗殺人を犯したことにより、死刑とされている。死刑執行方法は絞首刑である。

## 死刑執行数
日本統治時代の朝鮮での死刑執行数は、以下の表のとおりである。
これとは別に、中国共産党武装勢力（共匪及び抗日パルチザン）に属する朝鮮人に対して、朝鮮国外で検挙された場合はその場で射殺されることが多く、1932年には2,485名中509名が、1933年には1,226名中509名が射殺されている。1934年には射殺は12名に減少しているが、代わりに軍隊への引渡しが増えており、正当な司法手続きを経ずに軍隊内で「処分」された可能性がある。
| 年     | 総数 | 国籍別 | 国籍別 | 国籍別           | 執行場所                 | 執行場所         | 備考 |
| 年     | 総数 | 朝鮮人 | 日本人 | 朝鮮・日本人以外 | 南部朝鮮（西大門・大邱） | 北部朝鮮（平壌） | 備考 |
| ------ | ---- | ------ | ------ | ---------------- | ------------------------ | ---------------- | --- |
| 1910年 | 132  | -      | -      | -                | -                        | -                | 伊藤博文暗殺事件により3月26日に旅順監獄にて死刑執行された安重根は、関東都督府旅順地方法院で裁かれたため、含まれていない。安重根死刑執行5か月後に韓国併合により、朝鮮半島は日本の植民地となる。 |
| 1911年 | 94   | 94     | 0      | 0                | 68                       | 26               | |
| 1912年 | 73   | 69     | 4      | 0                | 52                       | 21               | |
| 1913年 | 54   | 52     | 0      | 2                | 37                       | 17               | |
| 1914年 | 54   | 53     | 1      | 0                | 33                       | 21               | |
| 1915年 | 49   | 48     | 0      | 1                | 30                       | 19               | |
| 1916年 | 53   | 47     | 3      | 3                | 38                       | 15               | |
| 1917年 | 39   | 38     | 1      | 0                | 26                       | 13               | |
| 1918年 | 47   | 46     | 1      | 0                | 22                       | 25               | |
| 1919年 | 11   | -      | -      | -                | -                        | -                | 三・一独立運動発生。この独立運動によって死刑判決を受けた者はいない。また、有期懲役の判決を受けた者でも15年以上の者はいない。独立運動の影響により前年に比べて、6ヵ月以上1年未満と1年以上3年未満の有期懲役で新たに監獄に入った者が前者で約1.6倍、後者で約2.0倍増加している。 |
| 1920年 | 36   | 28     | 1      | 7                | 16                       | 20               | 1919年9月2日に起きた第3代朝鮮総督斎藤実暗殺未遂事件を起こした姜宇奎がこの年の11月29日に西大門刑務所で絞首刑が執行された。 |
| 1921年 | 45   | 43     | 0      | 2                | 24                       | 21               | |
| 1922年 | 39   | 34     | 0      | 5                | 11                       | 18               | |
| 1923年 | 27   | 25     | 1      | 1                | 11                       | 16               | |
| 1924年 | 11   | 11     | 0      | 0                | 3                        | 8                | |
| 1925年 | 18   | 17     | 1      | 0                | 6                        | 12               | この年の4月22日に治安維持法が公布。翌月の5月12日に日本国内と同時に施行される。 |
| 1926年 | 16   | 15     | 0      | 1                | 11                       | 5                | 朴烈事件により、朴烈は3月25日に死刑判決が下されたが、4月5日に「天皇の慈悲」と言う名目で恩赦が出され、無期懲役に減刑される。1945年10月27日まで受刑することとなった。 |
| 1927年 | 25   | 24     | 0      | 1                | 15                       | 10               | |
| 1928年 | 24   | 21     | 0      | 3                | 17                       | 7                | この年の5月18日に「治安維持法中改正緊急勅令129号」を発表し、国体変革と私有財産制度の否認という処罰規定の最高刑を懲役10年から死刑もしくは無期懲役へと厳罰化する。 朝鮮総督斎藤実狙撃事件により、李儀俊と金昌均がこの年に併合罪あれど治安維持法により、初めて死刑執行される。 この年の5月14日に発生した台中不敬事件により、趙明河が同年10月10日に執行された。なお、不敬事件のため裁判は控訴や上告が出来ない形で1審のみで行われ同年7月18日に死刑判決が下され確定されている。そして、裁判は台湾総督府の高等法院上告部で行われたため、含まれていない。 |
| 1929年 | 27   | 26     | 0      | 1                | 21                       | 6                | 斎藤実総督狙撃事件により、李寿興と柳沢秀がこの年に執行される。 |
| 1930年 | 11   | 10     | 1      | 0                | 8                        | 3                | |
| 1931年 | 13   | 13     | 0      | 0                | 9                        | 4                | 正義府の李済宇が、併合罪含め治安維持法適用により死刑執行される。 |
| 1932年 | 18   | 17     | 1      | 0                | 9                        | 9                | 桜田門事件で李奉昌が10月10日に市ヶ谷刑務所にて絞首刑にて死刑執行される。また、上海天長節爆弾事件の実行テロ犯尹奉吉は石川県金沢市の三小牛山練兵場にて12月19日7時27分に銃殺刑によって死刑執行される。李奉昌は大逆罪を犯し日本国内の大審院にて、尹奉吉は被害者が軍人であったことから上海派遣軍軍法会議にて裁かれたため、含まれていない。また、国民府の崔孝一も併合罪含め治安維持法適用により死刑執行されている。 |
| 1933年 | 22   | 20     | 0      | 2                | 14                       | 8                | 第5次間島共産党暴動により、12月20日に清津地方法院にて22人に死刑判決が下される。この年の治安維持法を主とした又は単独の朝鮮男性の死刑執行は1人である。 |
| 1934年 | 16   | 16     | 0      | 0                | -                        | -                | 治安維持法単独又は主とする朝鮮男性の死刑執行2人あり。この年の5月18日に朝鮮革命軍所属の李振武が死刑執行される。 |
| 1935年 | 14   | 14     | 0      | 0                | -                        | -                | 治安維持法単独又は主とする朝鮮男性の死刑執行2人あり。 |
| 1936年 | 33   | 33     | 0      | 0                | -                        | -                | 第5次間島共産党暴動により、この年の7月21日に9人、翌日22日に更に9人の計18人の死刑執行あり。周現甲は、治安維持法のみで執行。 |
| 1937年 | 21   | 20     | 0      | 1                | -                        | -                | 治安維持法単独又は主とする朝鮮男性1人の死刑執行あり。 |
| 1938年 | 29   | 22     | 0      | 7                | -                        | -                | |
| 1939年 | 23   | 22     | 0      | 1                | -                        | -                | |
| 1940年 | 11   | 8      | 1      | 2                | -                        | -                | 白白教事件により、4月5日に白白教幹部ら12人に死刑、3人に無期懲役、9人に有期懲役の判決が京城地方法院により出される。白白教教祖の全龍海は、1937年4月7日に自死死体として発見されている。 |
| 1941年 | 9    | -      | -      | -                | -                        | -                | |
| 1942年 | 30   | 28     | 2      | 0                | -                        | -                | |